# Gente dell'aria
Gente dell'aria è un film del 1943 diretto da Esodo Pratelli.
Soggetto ideato da Bruno, figlio di Benito Mussolini, appassionato pilota aeronautico, con l'assistenza del Centro fotocinematografico della Regia Aeronautica. Consulente aeronautico: tenente Pio Tambornino.

## Trama
Due fratellastri, uno pilota e l'altro tecnico presso l'industria aeronautica del padre, sono in dissidio a causa della gelosia del più giovane, figlio della seconda moglie del padre. I due si innamorano quindi della stessa donna; questo provoca continui scontri e risentimenti tra i fratelli, peggiorando ulteriormente una situazione già tesa. Al proseguire della guerra, anche l'ingegnere entrerà come pilota nell'aeronautica ("perché inizio a vergognarmi" dice): la guerra, le sofferenze e la necessità di una solidarietà fra di loro per sopravvivere a un abbattimento saranno il motivo della riappacificazione tra i fratelli.

## La critica
Mino Doletti nelle pagine del periodico Film del 1º maggio 1943: «Nel film c'è uno stile di famiglia, che si richiama in modo impressionante a Luciano Serra pilota, supervisione di Vittorio Mussolini, e al più recente Un pilota ritorna. Che dico uno stile?! Voglio dire un'impronta, un modo di sentire il volo, un modo di voler bene all'aeroplano, e tutto questo con calma, riserbo e discrezione. Non è dunque un film eroico americanata dei due rivali che si contendono una donna, e se c'è una donna, se c'è una rivalità tra i due fratellastri, la storia è tenuta in modo più semplice. Diciamo grazie al film: la patria è viva e forte, anche per quegli umili a cui fa effetto il sentire di un inno o il passaggio della bandiera...».

## Produzione
Prodotto dalla CINES di Carlo Roncoroni, il film da un'idea di Bruno Mussolini, morto il 7 agosto 1941, venne girato a Cinecittà nel 1942 e rientra nel cosiddetto filone propagandistico.

## Distribuzione
Il film venne distribuito nelle sale cinematografiche italiane nell'aprile del 1943.